# Elias d'Ussel
Elias d'Ussel, o Elyas d'Ussèl o Elias d'Uisel o Elie d'Ussel (fl. 1200 circa), è stato un trovatore limosino, cugino dei tre fratelli Eble, Peire e Gui, e co-castellano insieme a loro del castello di Ussel-sur-Sarzonne, a nord-est di Ventadorn..
Secondo la vida di Gui, Elias compose tenzones buone. Della sua opera restano quattro tensos, un partimen e due coblas. Compose anche una serie di versi con Gaucelm Faidit. I lavori completi dei quattro d'Ussel (Elias e i suoi tre cugini Eble, Peire e Gui) sono stati compilati per la prima volta in un volume da J. Audiau con il titolo di "Le poesie dei quattro trovatori d'Ussel"